# Peter Robinson (politiker)

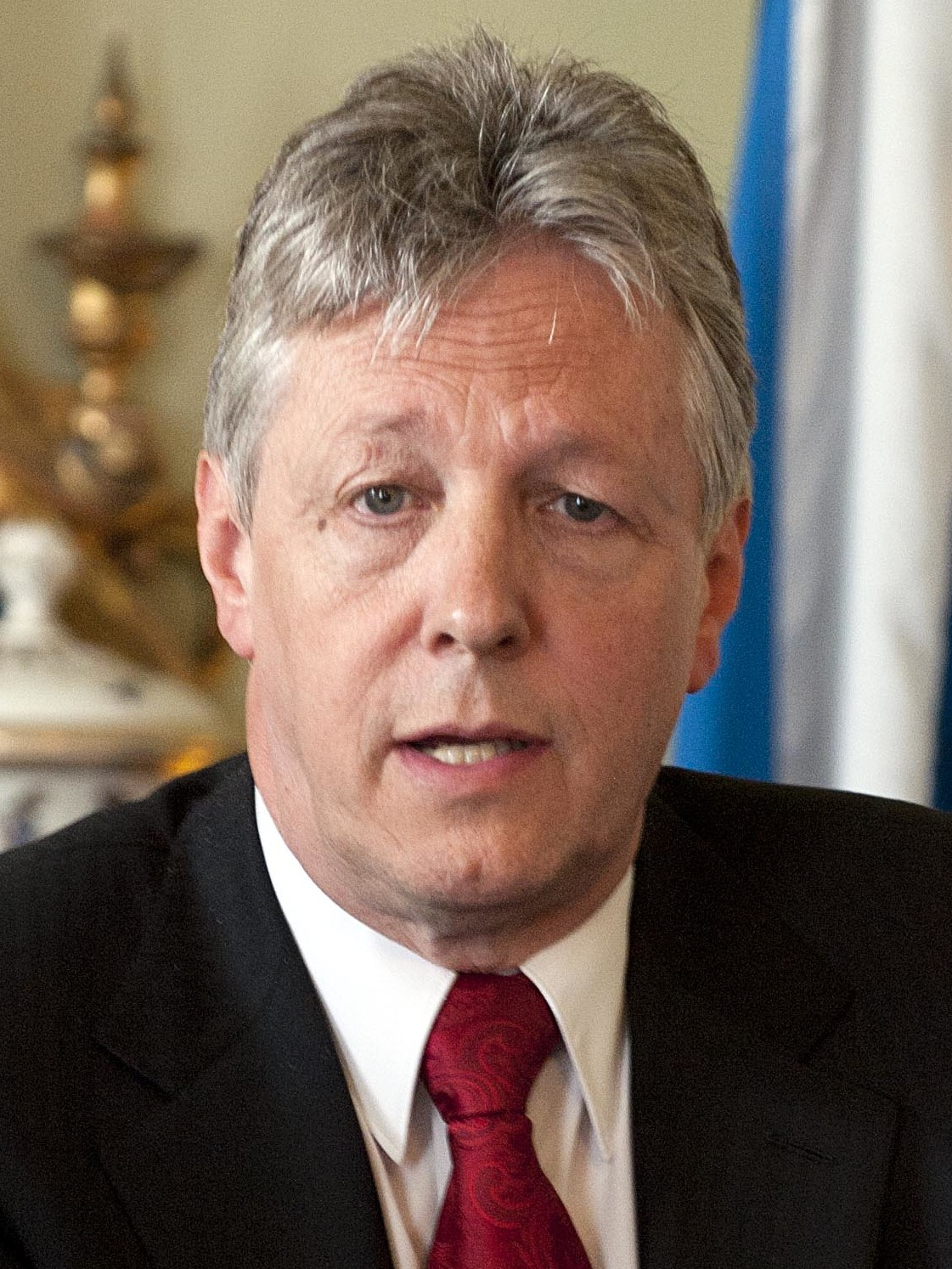
Peter Robinson

Peter David Robinson, född 29 december 1948 i Belfast, är en politiker från Nordirland.
Robinson var partiledare för Democratic Unionist Party 2008-2015 och var vice partiledare 1979-2008. I parlamentsvalet 1979 valdes han in i det brittiska underhuset i valkretsen East Belfast. Han behöll platsen fram till parlamentsvalet 2010 då han förlorade den till Naomi Long från Alliance Party of Northern Ireland. Den 5 juni 2008 påbörjade Robinson sitt ämbete som försteminister i den självstyrande regeringen i Nordirland (Northern Ireland Executive). Från maj 2007 till juni 2008 var han finansminister, och han var minister för regional utveckling (minister for regional development) i den förra självstyrande regeringen, 2001-2002.
Den 11 januari 2010 bestämde sig Peter Robinson för att ta sex veckors timeout från rollen som nordirländsk försteminister. Detta beslut togs efter att hans hustru blivit inblandad i en finansskandal. Enligt TV-programmet Spotlight hade Iris Robinson lyckats samla ihop 50000 pund till sin unge älskare som använde dem för att starta ett café. Arlene Foster blev tillfälligt försteminister under Robinsons frånvaro.